# Anna Illés
Anna Krisztina Illés (* 21. Februar 1994 in Budapest) ist eine ungarische Wasserballspielerin. Sie war Olympiadritte 2021, Weltmeisterschaftsdritte 2013 und Europameisterin 2016, dreimal war sie Europameisterschaftsdritte.

## Karriere
Die 1,80 m große Anna Illés vom Budapesti VSC gewann ihre erste internationale Medaille bei der Europameisterschaft 2012 in Eindhoven, als die ungarische Mannschaft den dritten Platz hinter Italien und Griechenland belegte. Im Spiel um Bronze siegten die Ungarinnen mit 9:8 gegen die Russinnen. Im Jahr darauf gewannen bei der Weltmeisterschaft 2013 die Spanierinnen vor den Australierinnen. Im Spiel um Bronze trafen die Ungarinnen wie im Vorjahr auf die Russinnen und siegten diesmal mit 10:8. Anna Illés erzielte im Turnierverlauf vier Treffer. 2014 bei der Europameisterschaft in Budapest siegten die Spanierinnen vor den Niederländerinnen. Die ungarische Mannschaft bezwang im Kampf um Bronze die italienische Mannschaft mit 10:9. Anna Illés warf im Spiel um den dritten Platz ein Tor. 2015 belegten die Ungarinnen bei der Weltmeisterschaft in Kasan den neunten Platz. Anfang 2016 gewannen die Ungarinnen den Titel bei der Europameisterschaft in Belgrad. Die Ungarinnen erreichten das Finale mit einem Halbfinalsieg über die Italienerinnen, im Finale besiegten sie die Niederländerinnen mit 9:7. Im August 2016 nahm Anna Illés erstmals an Olympischen Spielen teil. Beim olympischen Wasserballturnier in Rio de Janeiro siegten die Ungarinnen im Viertelfinale gegen die Australierinnen nach Penaltyschießen. Nach der Halbfinalniederlage gegen das US-Team kam es auch im Spiel um Bronze gegen die Russinnen zum Penaltyschießen, das die Russinnen gewannen. Anna Illés hatte ihre Mannschaft im Spiel um Bronze eine Minute vor Schluss mit 12:11 in Führung gebracht, aber Nadeschda Fedotowa gelang eine halbe Minute vor Schluss noch der Ausgleich, der dann letztlich zum Penaltyschießen führte.
2017 war Ungarn Gastgeber der Weltmeisterschaft in Budapest. Die ungarische Mannschaft unterlag im Viertelfinale den Kanadierinnen und belegte am Ende den fünften Platz. 2018 verloren die Ungarinnen bei der Europameisterschaft in Barcelona im Halbfinale gegen die Niederländerinnen. Im Spiel um Bronze unterlagen sie den Spanierinnen mit 6:12. Auch bei der Weltmeisterschaft 2019 in Gwangju belegten die Ungarinnen den vierten Platz. Nach einer Halbfinalniederlage gegen die Spanierinnen verloren die Ungarinnen das Spiel um den dritten Platz mit 9:10 gegen Australien. Im Januar 2020 fand die Europameisterschaft in Budapest statt. Wieder unterlagen die Ungarinnen im Halbfinale den Spanierinnen, im Spiel um den dritten Platz besiegten sie die Niederländerinnen mit 10:8. Bei den 2021 ausgetragenen Olympischen Spielen in Tokio besiegten die Ungarinnen im Viertelfinale die Niederländerinnen und unterlagen dann im Halbfinale den Spanierinnen. Das Spiel um Bronze gewannen die Ungarinnen mit 11:9 gegen die Russinnen. Es war die erste olympische Medaille für die ungarischen Wasserballspielerinnen, ihre männlichen Kollegen sind mit neun Olympiasiegen die erfolgreichste Wasserballmannschaft.